# Cologne (Minnesota)
Cologne è una città degli Stati Uniti d'America, situata in Minnesota, nella contea di Carver.